# Veslanje na OI 1980.
Veslanje na Olimpijskim igrama u Moskvi 1980. godine sastojalo se od natjecanja u 14 disciplina, u muškoj i ženskoj konkurenciji.
Zbog bojkota Igara zemalja pod utjecajem SAD-a neke od jakih veslačkih nacija nisu poslale svoje predstavnike na ove Igre. Tako je dominacija Istočne Njemačke, koja je tih godina i inače bila najjača veslačka sila, postala još izraženija: veslači i veslačice te države su osvojili ukupno 14 medalja, od čega 11 zlatnih, od 14 disciplina u programu.

## Osvajači medalja

### Muški
| Disciplina             | Zlato | Srebro | Bronca |
| Četverac s kormilarom  | Istočna Njemačka Dieter Wendisch Ullrich Diessner Walter Diessner Gottfried Dohn Andreas Gregor 6'14"51                                                       | SSSR Artur Garonskis Dimant Krishianis Dzintars Krishianis Zhorzh Tikmers Yuris Berzynsh 6'19"05                                                                | Poljska Grzegorz Stellak Adam Tomasiak Grzegorz Nowak Ryszard Stadniuk Ryszard Kubiak 6'22"52                                                                          |
| Dvojac na pariće       | Istočna Njemačka Joachim Dreifke Klaus Kroppelien 6'24"33 | SFR Jugoslavija Zoran Pančić Milorad Stanulov 6'26"34 | Čehoslovačka Zdenek Pecka Vaclav Vochoska 6'29"07 |
| Dvojac bez kormilara   | Istočna Njemačka Bernd Landvoigt Jorg Landvoigt 6'48"01 | SSSR Yury Pimenov Nikolay Pimenov 6'50"50 | Velika Britanija Charles Wiggin Malcolm Carmichael 6'51"47 |
| Samac                  | Finska Pertti Karppinen 7'09"61 | SSSR Vasily Yakusha 7'11"66 | Istočna Njemačka Peter Kersten 7'14"88 |
| Dvojac s kormilarom    | Istočna Njemačka Harald Jahrling Friedrich-Wilhelm Ulrich Georg Spohr 7'02"54                                                                                 | SSSR Viktor Pereverzev Gennady Kryuchkin Aleksandr Lukyanov 7'03"35                                                                                             | SFR Jugoslavija Duško Mrduljaš Zlatko Celent Josip Reić 7'04"92 |
| Četverac bez kormilara | Istočna Njemačka Jurgen Thiele Andreas Decker Stefan Semmler Siegfried Brietzke 6'08"17                                                                       | SSSR Aleksei Kamkin Valery Dolinin Aleksandr Kulagin Vitaly Yeliseyev 6'11"81                                                                                   | Velika Britanija John Beattie Ian Monuff David Townsend Martin Cross 6'16"58                                                                                           |
| Četverac na pariće     | Istočna Njemačka Frank Dundr Karsten Bunk Uwe Heppner Martin Winter 5'49"81                                                                                   | SSSR Yuri Shapochka Yevgeny Barbakov Valery Kleshnev Nikolai Dovgan 5'51"47                                                                                     | Bugarska Mintcho Nikolov Lubomir Petrov Ivo Roussev Bogdan Dobrev 5'52"38                                                                                              |
| Osmerac                | Istočna Njemačka Bernd Krauss Hans-Peter Koppe Ulrich Kons Jorg Friedrich Jens Doberschutz Ulrich Karnatz Uwe Duhring Berno Hoing Klaus-Dieter Ludwig 5'49"05 | Velika Britanija Duncan McDougall Allan Whitwell Henry Clay Chris Mahoney Andrew Justice John Pritchard Malcolm McGowan Richard Stanhope Colin Moynihan 5'51"92 | SSSR Viktor Kokdshin Andrey Tishchenko Aleksandr Tkachenko Jonas Pintskus Jonas Normantas Andrei Lugin Aleksandr Mantsevich Igor Maistrenko Grigory Dmitrienko 5'52"66 |

### Žene
| Disciplina                  | Zlato | Srebro | Bronca |
| Četverac s kormilarkom      | Istočna Njemačka Ramona Kapheim Silvia Frohlich Angelika Noack Romy Saalfeld Kirsten Wenzel 3'19"27                                                        | Bugarska Ghinka Ghurova Mariika Modeva Rita Todorova Iskra Velinova Nadejda Filipova 3'20"92                                                                        | SSSR Mariya Fadeyeva Galina Sovetnikova Marina Studneva Svetlana Semyonova Nina Cheremisina 3'20"92                                                         |
| Dvojac na pariće            | SSSR Yelena Khloptseva Larisa Popova 3'16"27 | Istočna Njemačka Cornelia Linse Heidi Westphal 3'17"63 | Rumunjska Olga Homeghi Valeria Rosca Racila 3'18"91 |
| Dvojac bez kormilarke       | Istočna Njemačka Ute Steindorf Cornelia Klier 3'30"49 | Poljska Malgorzata Dluzewska Czeslawa Koscianska 3'30"95 | Bugarska Siika Barboulova Stoyanka Kubatova 3'32"39 |
| Samac                       | Rumunjska Sanda Toma 3'40"69 | SSSR Antonina Makhina 3'41"65 | Istočna Njemačka Martina Schroter 3'43"54 |
| Četverac skul s kormilarkom | Istočna Njemačka Subille Reinhardt Jutta Ploch Jutta Lau Roswietha Zobelt Liane Buhr 3'15"32                                                               | SSSR Antonina Pustovit Yelena Matievskaya Olga Vasilchenko Nadezhda Lyubimova Nina Cheremisina 3'15"73                                                              | Bugarska Mariana Serbezova Roumeliana Bontcheva Doloress Nakova Anka Bakova Anka Gheorghieva 3'16"10                                                        |
| Osmerac                     | Istočna Njemačka Martina Boesler Kersten Neisser Christiane Kopke Birgit Schutz Gabriele Kuhn Ilona Richter Marita Sandig Karin Metze Marina Wilke 3'03"32 | SSSR Olga Pivovarova Nina Umanets Nadezhda Prishchepa Valentina Zhulina Tatyana Stetsenko Yelena Tereshina Nina Preobrazhenskaya Mariya Pazyun Nina Frolova 3'04"29 | Rumunjska Angelica Aposteanu Marlena Zagoni Rodica Frintu Florica Bucur Rodica Puscatu Ana lliuta Maria Constantinescu Elena Bondar Elena Dobritoiu 3'05"63 |